# Jansenism

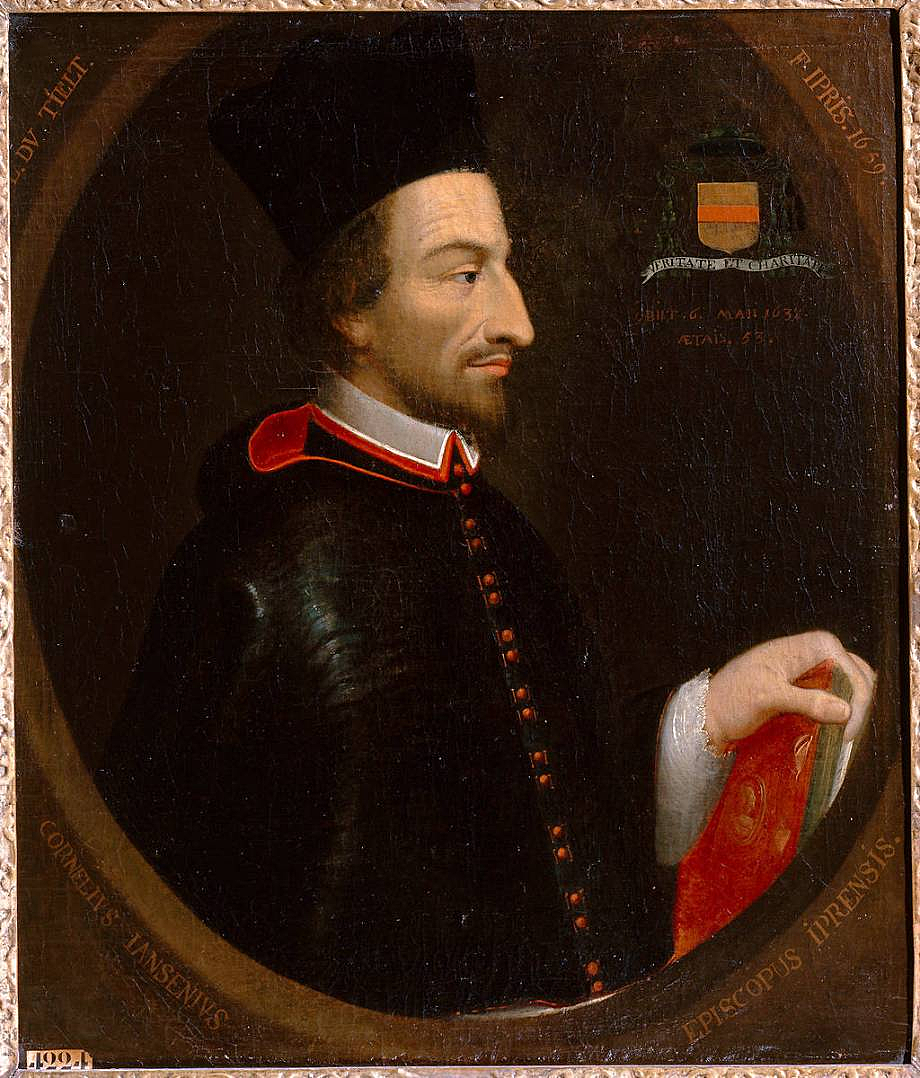
Cornelius Jansen (1585 - 1638), profesor la Universitatea Oude Universiteit din Louvain

Jansenismul a fost un curent social-religios apărut în Olanda și în Franța la mijlocul sec. al XVII-lea, care exprima opoziția unei părți a burgheziei față de iezuitism, preluând concepția despre predestinare și promovând o morală austeră.
Numele provine de la cel al teologului olandez Cornelius Jansen, care este considerat fondatorul acestui concept, și a fost popularizat de către prietenul acestuia, Jean du Vergier de Hauranne, călugăr francez care introduce jansenismul în Franța.

## Literatură
- Robert Spaemann: Reflexion und Spontaneität. Studien über Fénelon. Kohlhammer Verlag, 1963 (19922); Klett-Cotta, 1990 ISBN 3608913343
- Dominik Burkhard, Tanja Thanner (Hg.): Der Jansenismus – eine "katholische Häresie"? Das Ringen um Gnade, Rechtfertigung und die Autorität Augustins in der frühen Neuzeit. Aschendorff, Münster 2014. ISBN 978-3-402-11583-1.
- Lucien Goldmann: Der verborgene Gott. Studie über die tragische Weltanschauung in den „Pensées“ Pascals und im Theater Racines. Soziologische Texte, 87. Luchterhand, Neuwied 1971 ISBN 3472725877; wieder Suhrkamp, Frankfurt 1985, ISBN 3518280910
- Dale K. Van Kley: The Religious Origins of the French Revolution: From Calvin to the Civil Constitution, 1560–1791; Yale UP, New Haven 1996
- Catherine Maire: De la cause de Dieu à la cause de la Nation. Le jansénisme au XVIIIe siècle; Gallimard, Paris 1998
- Walter Demel: Europäische Geschichte des 18. Jahrhunderts. Ständische Gesellschaft und europäisches Mächtesystem im beschleunigten Wandel (1689/1700–1789/1800). Kohlhammer, Stuttgart 2000
- Otto Zwierlein: Hippolytos und Phaidra. Von Euripides bis D’Annunzio. Mit einem Anhang zum Jansenismus. Nordrhein-Westfälische Akademie der Wissenschaften. Vorträge aus den Geisteswiss. 405; Schöningh, Paderborn 2006, ISBN 3-506-75694-X
- Jansenius and Jansenism Jacques Forget în Catholic_Encyclopedia
- Jean Carreyre: Le jansénisme durant la régence. Bureaux de la Revue, Louvain 1929–1933[1]
- Jacques M. Grey-Gayer: Jansénisme en Sorbonne 1643–1656. Klincksieck, Paris 1996 ISBN 2252030798 (französisch)

1. ↑  Standardwerk in frz. Sprache. Dieser Forscher hat etliche Bücher und Art. zum Jansenismus verfasst; siehe auch Weblinks